# Storgatan, Linköping

{{Maplink|ram=ja|rambredd=250|ramhöjd=250|text=Gatans sträckning från Hamngatan i öster till Östgötagatan i väster.|rå={"type": "FeatureCollection",
```
 "features": [{ "type": "Feature", "properties": {"stroke":"#FF0000"}, "geometry": {
 "coordinates": [[15.609144,58.408908],[15.609749,58.408966],[15.614754,58.408815],[15.614852,58.408932],[15.617521,58.410073],[15.617885,58.410185],[15.630053,58.411602]],
 "type": "LineString" }
 }]}
```

}}
Storgatan i Linköping sträcker sig i väst-östlig riktning från Östgötagatan ner till Stångån. I äldre tider hade gatan en något annorlunda sträckning och sträckte sig också längre västerut på det som idag är Malmslättsvägen.
Där gatan börjar ligger på norra sidan Gamla brandstationen. Därefter passerar gatan resterna av det gamla fängelset. Före Linköpings slott ligger på norra sidan den före detta Domprostgården. I korsningen med Sankt Persgatan ligger slottet, Linköpings domkyrka och Linköpings stadshus och platsen hette förr Järntorget. Efter Järntorget sluttar gatan i Storgatsbacken ner mot Stora torget. På söder sida ligger Krogen Amerika och Stenhusgården från 1400-talet och mittemot nedanför Stadshuset, Östergötlands läns hemslöjdsförening. Storgatan skär rakt igenom Stora torget och passerar Folkungabrunnen och i korsningen med Sankt Larsgatan ligger Sankt Lars kyrka på norra sidan. När Storgatan slutar nere vid Stångån går i gatans förlängning en gång- och cykelbro över ån. Bron heter idag Stångebro och är en av flera broar över Stångån som burit detta namn.

## Bildgalleri

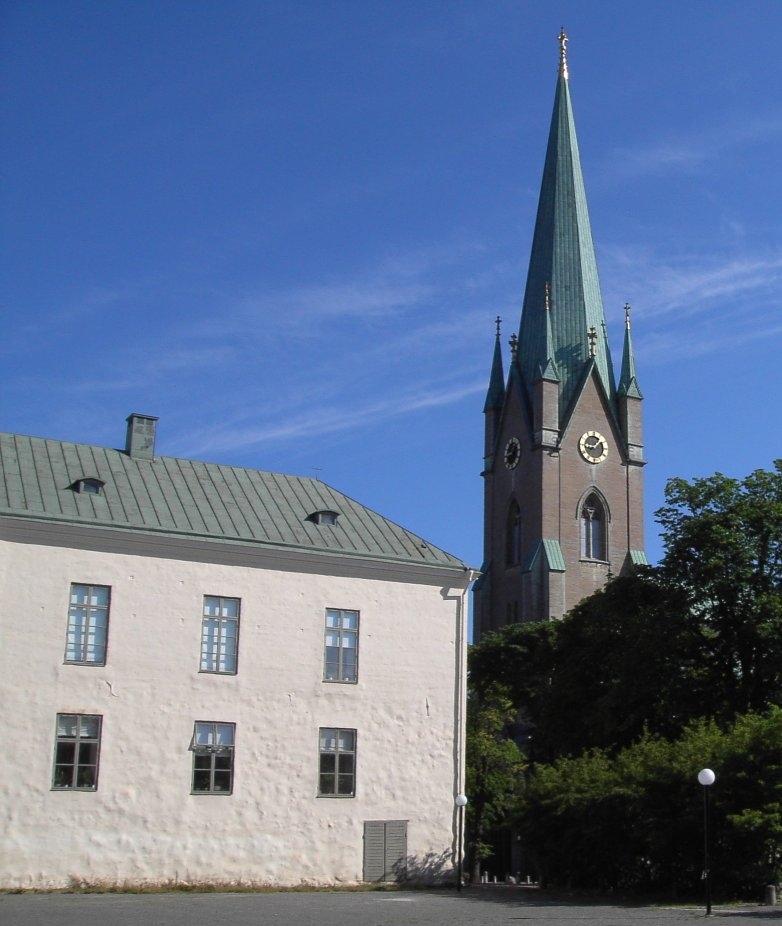
Slottets södra fasad mot Yttre borggården. Domkyrkan i bakgrunden.
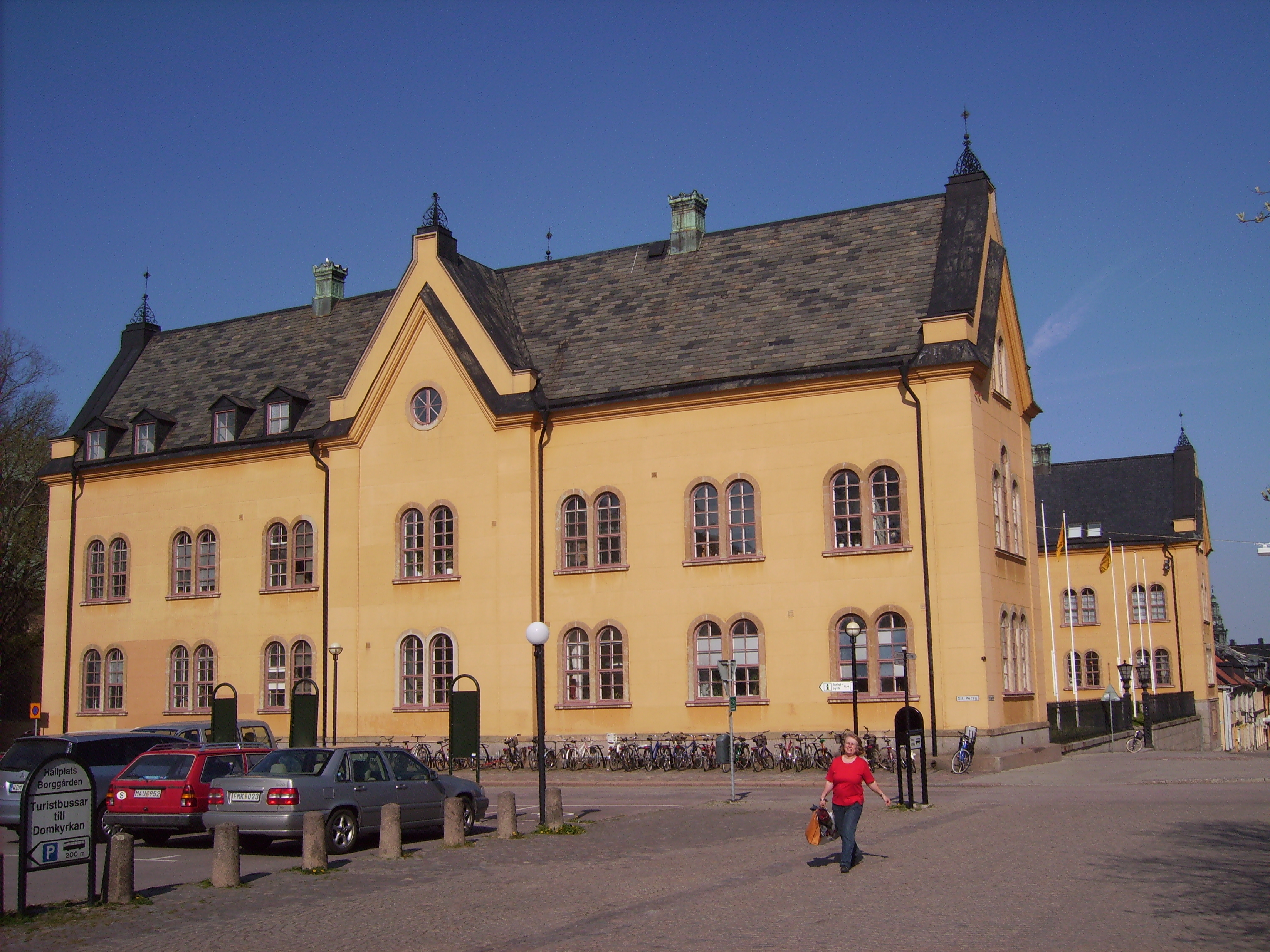
Stadshusets västra fasad mot Yttre borggården.
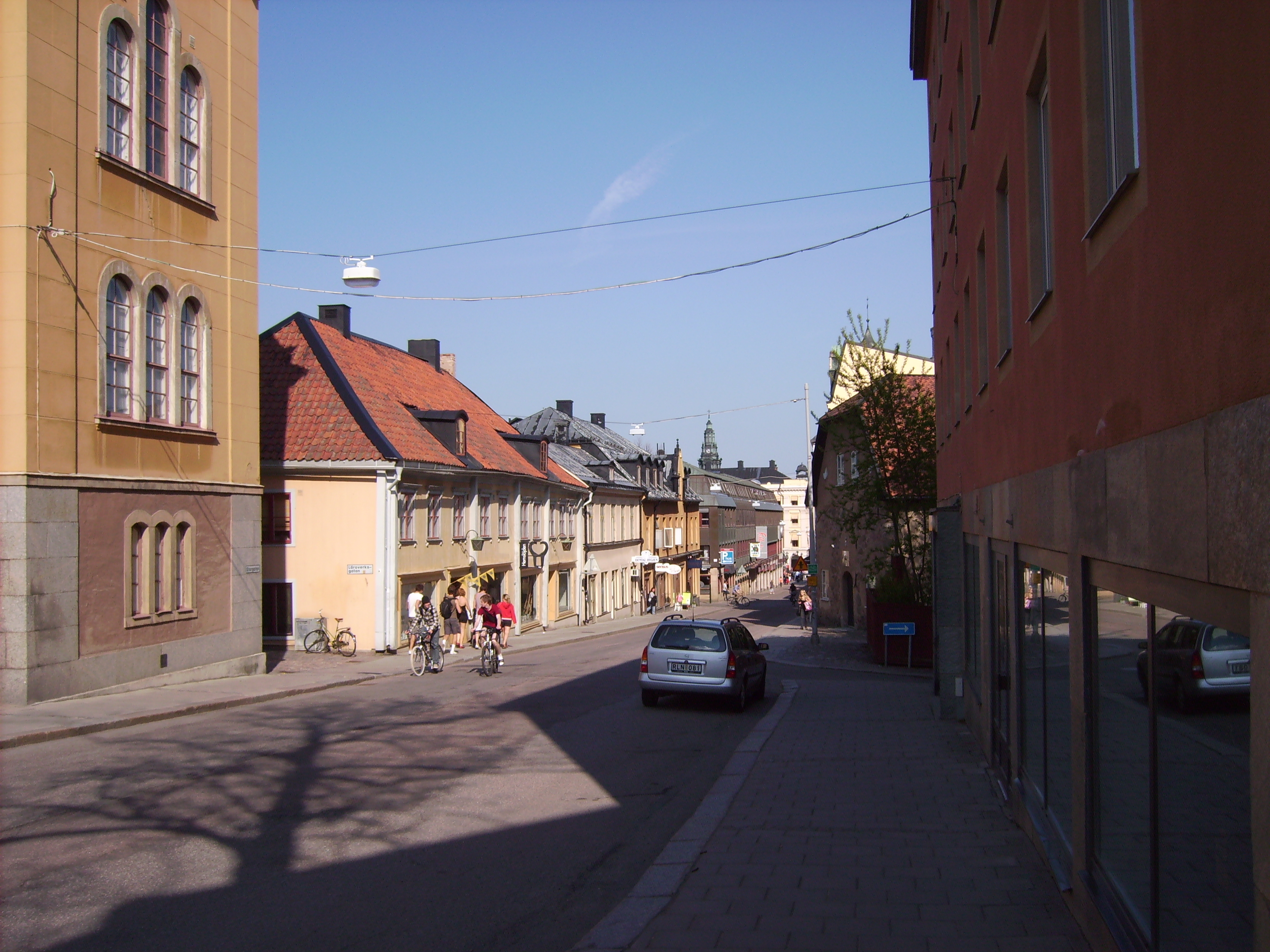
Hemslöjdens hus nedanför Stadshuset.
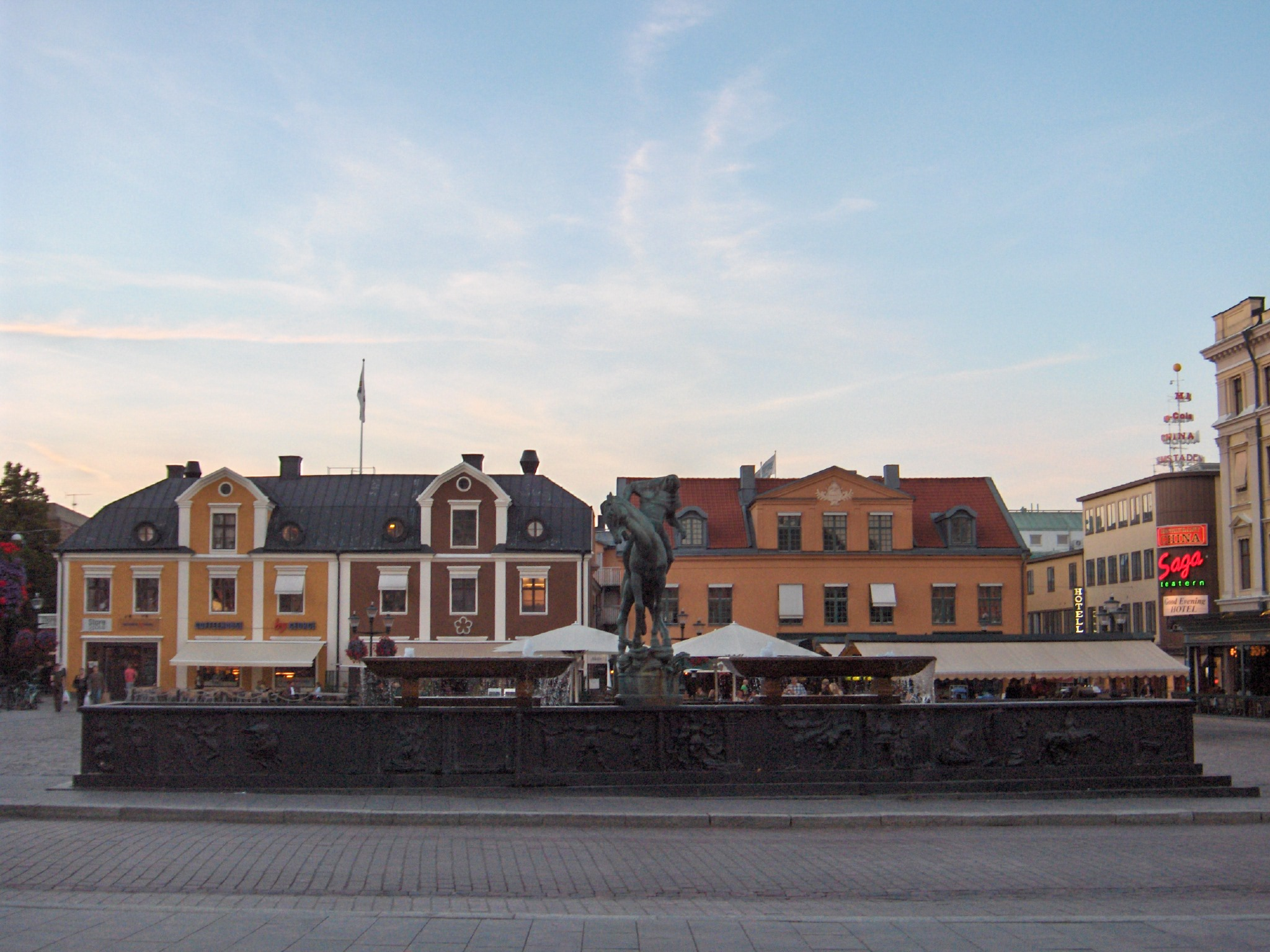
Stora torget med Folkungabrunnen, Storgatan i förgrunden.
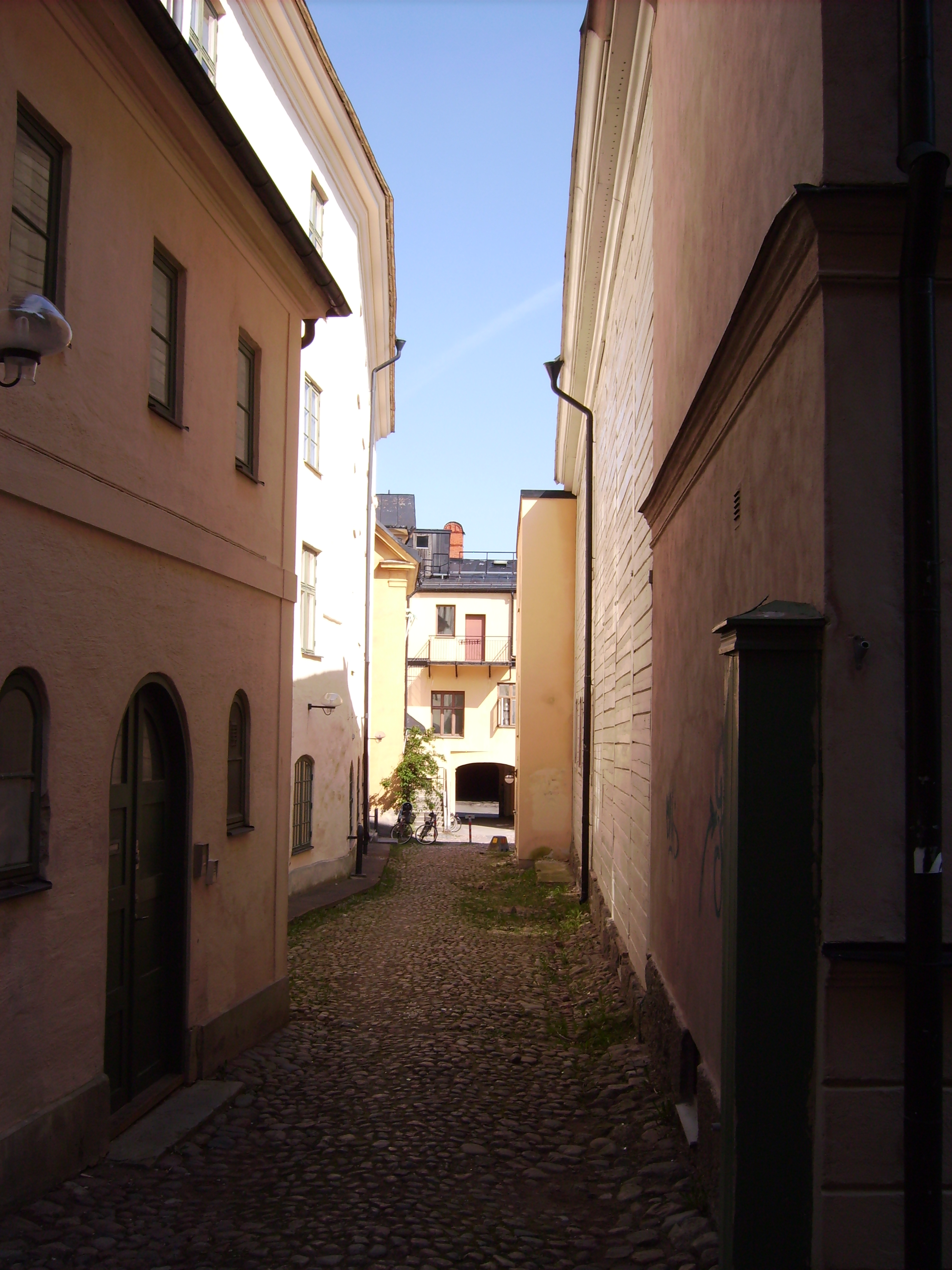
Rester av den medeltida Storgatan som låg strax norr om den nuvarande.

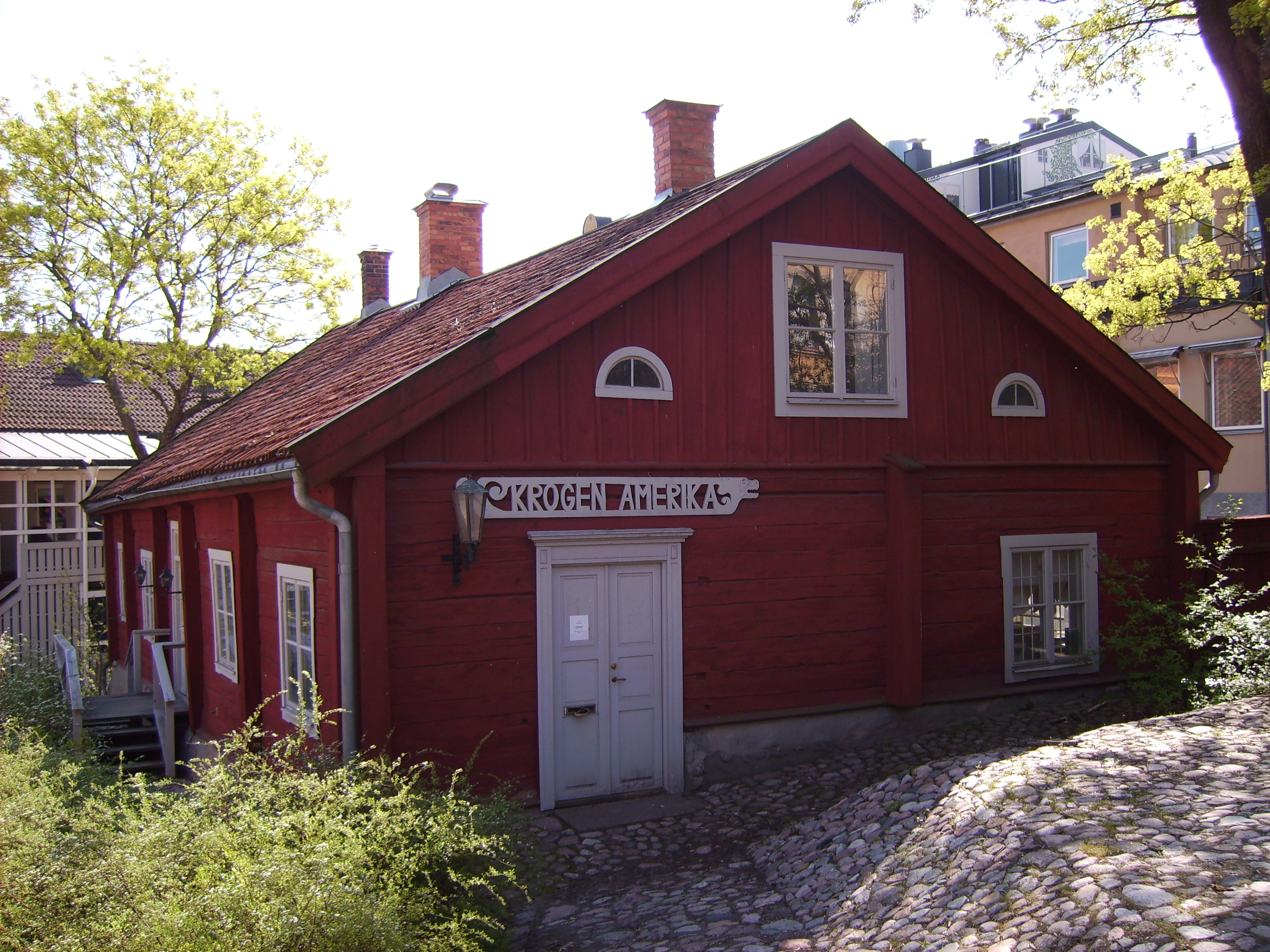
Krogen Amerika.
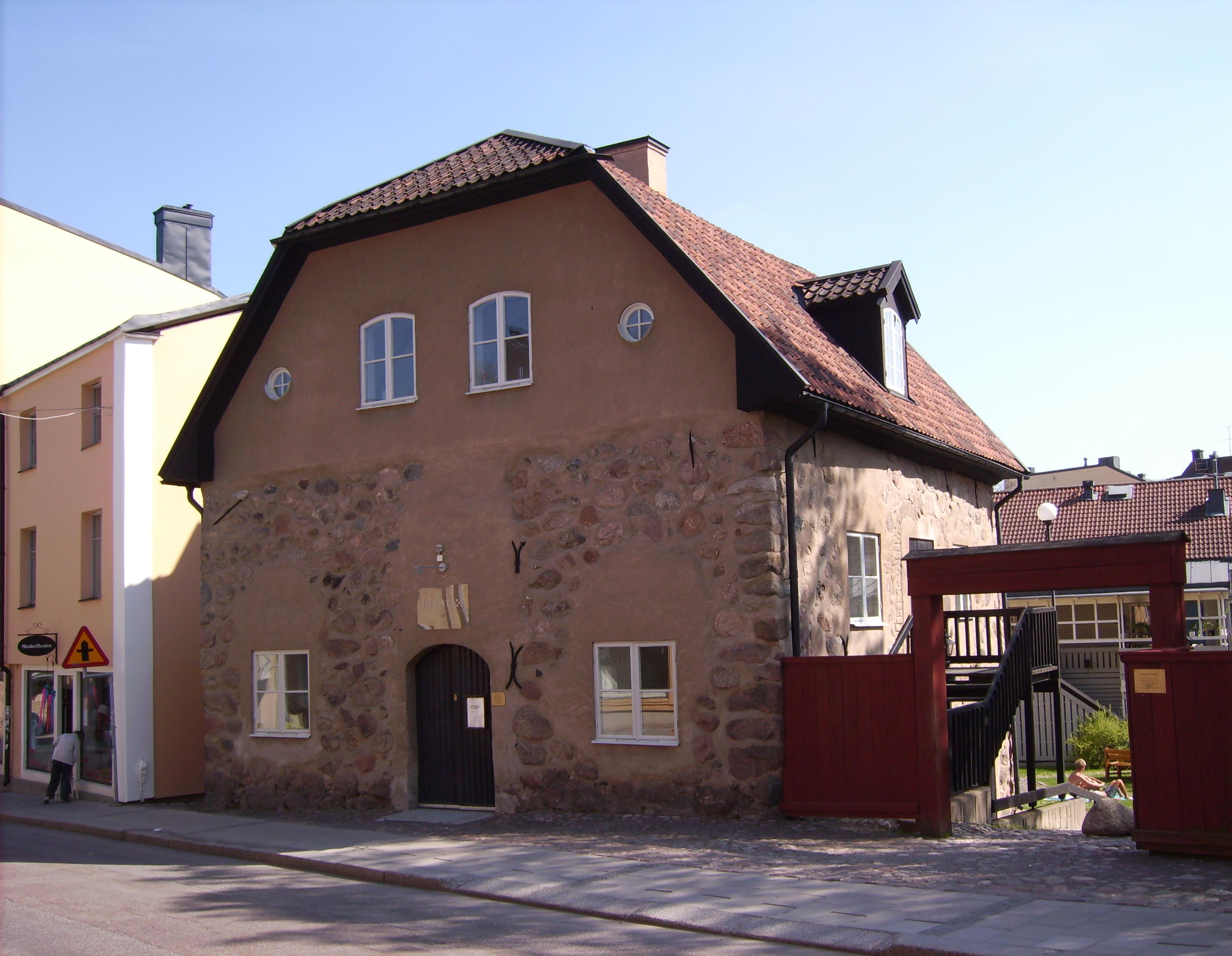
Stenhusgården.
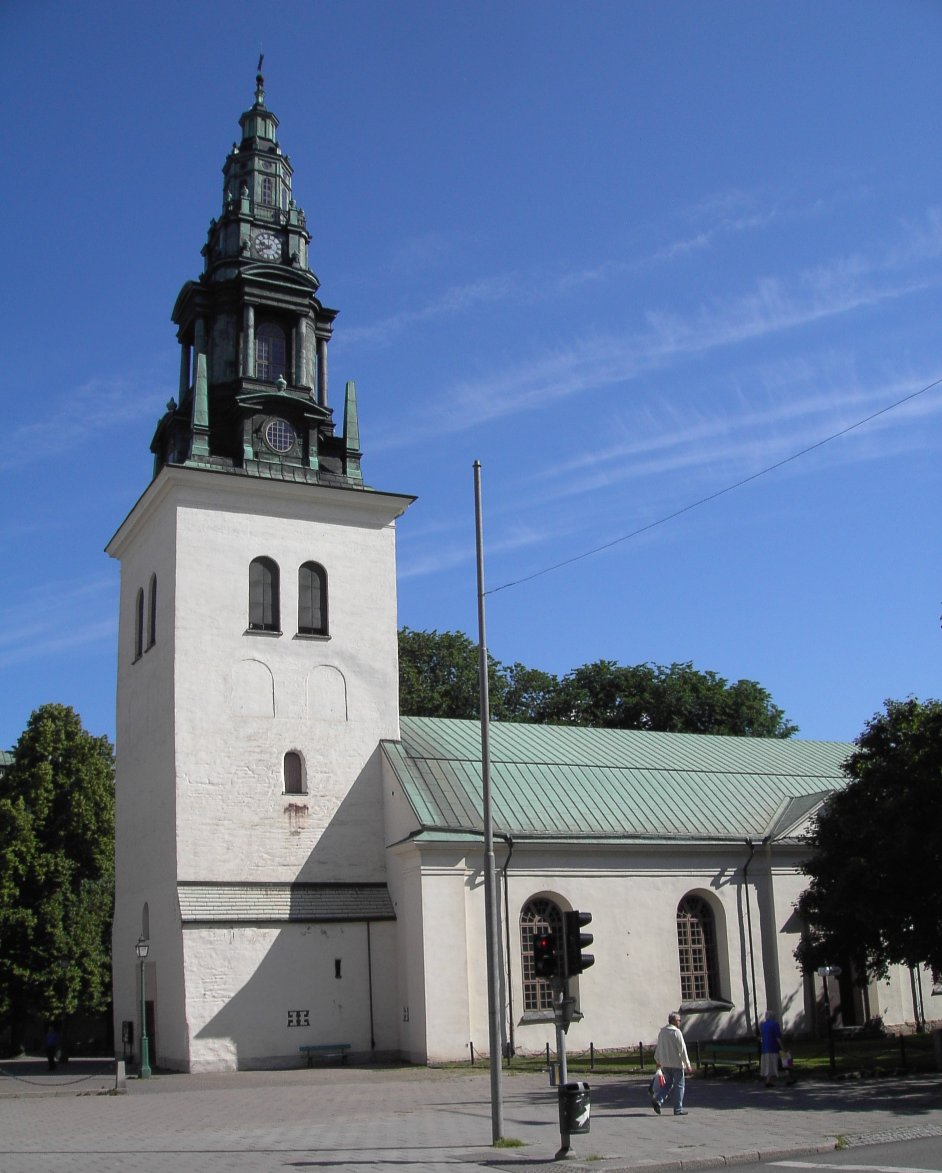
Sankt Lars kyrka sett från korsningen Storgatan/Sankt Larsgatan.
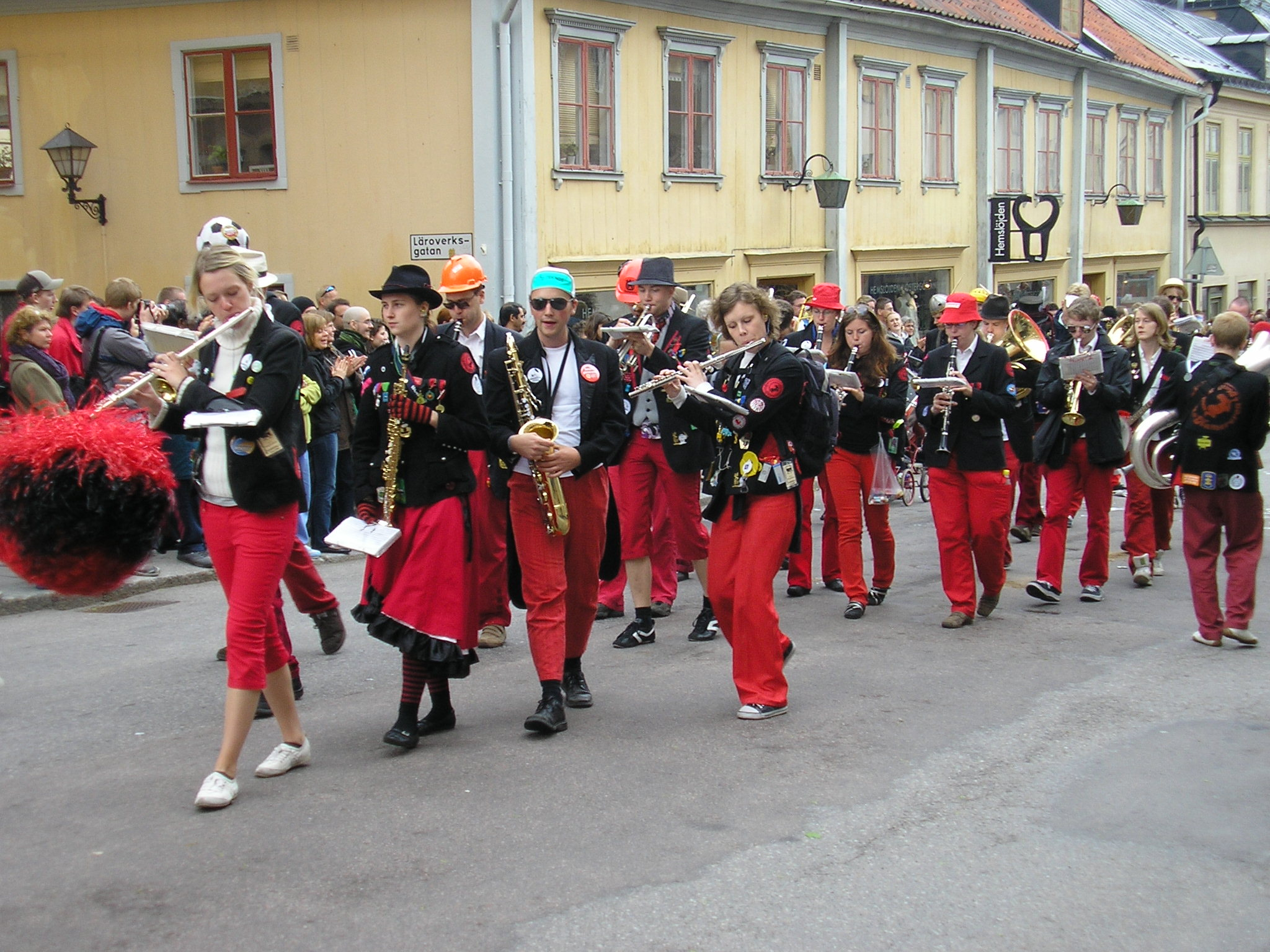
Orkestern Alte Kamereren i kortegen vid Studentorkesterfestivalen 2007 utanför Hemslöjden.
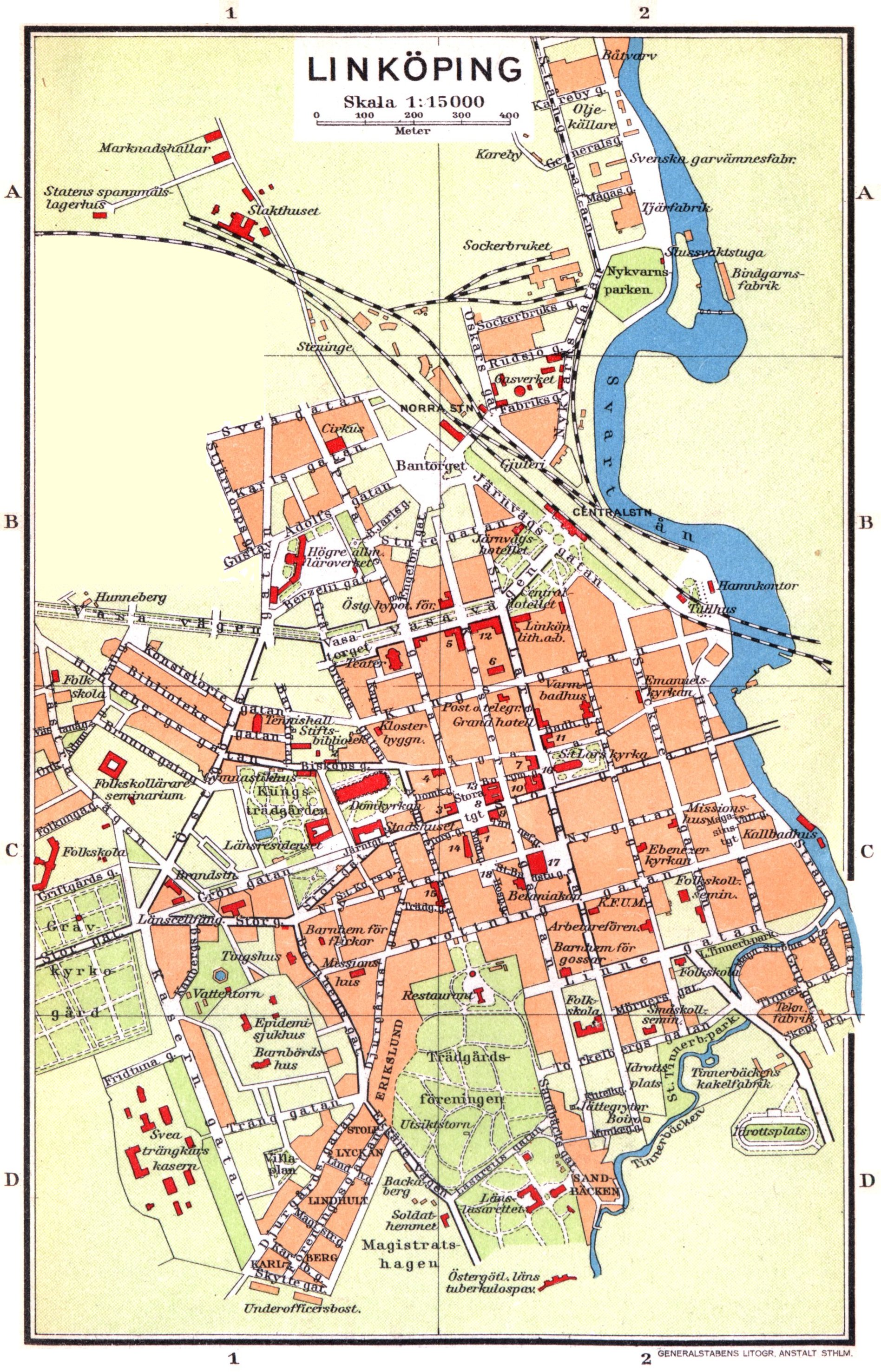
Karta över centrala Linköping från 1928.